# Evald Leijonmarck
Evald Gustaf Leijonmarck, född 28 juli 1809 i Stockholm, död 13 oktober 1884 i Stockholm, var en svensk ämbetsman.

## Biografi
Evald Leijonmarck föddes 1809 i Stockholm. Han var son till hovmarskalken Johan Adolf Leijonmarck och Margareta Elisabet Ribben. Leijonmarck blev 1826 student vid Uppsala universitet och avlade 1829 kansliexamen och kameralexamen. Han blev 20 januari 1829 extra ordinarie kanslist i Kommerskollegium och 1 december 1832 kammarjunkare. Leijonmarck blev 22 maj 1835 kammarskrivare i Kommerskollegium, 12 januari 1836 revisor i Tabellkommissionen, 10 februari 1838 kopist i Kunglig Majestäts kansli och 27 oktober 1841 kammarförvant i Kommerskollegium.
Han blev 2 juni 1848 kammarherre och var från 1849 till 1859 redaktör för statskalendern. Leijonmarck blev 24 november 1851 härold vid Kunglig Majestäts orden och var 27 januari 1854 tillförordnad kamrer i Kommerskollegiums statistiska kontor. Han blev 14 december 1857 ledamot av Lantbruksakademien och 30 november 1860 kamrer vid Kommerskollegiums statistiska kontor. Leijonmarck blev 3 maj 1861 rikshärold i Sverige och utnämndes till riddare av Nordstjärneorden. Han tog avsked 3 juni 1868 från befattningen som rikshärold och var från juli 1871 till 1874 fullmäktig i Järnkontoret. Leijonmarck tog avsked från befattningen som kamrer 28 augusti 1874. Han avled 1884 i Stockholm.

### Egendom
Leijonmarck blev 1858 ägare till huset nummer 5 på Malmtorgsgatan i Stockholm.

### Familj
Leijonmarck gifte sig 16 september 1842 i Stockholm med Aurora Östberg (1818–1895), dotter till grosshandlaren och bruksägaren Carl Östberg och Elisabet Carolina Tham. De fick tillsammans barnen underlöjtnanten Gustaf Leijonmarck (1843–1915), Elisabet Leijonmarck (1846–1913) som var gift med godsägaren Gustaf Julian Olbergs, kanslisekreteraren Ludvig Leijonmarck (1846–1924), kungliga sekteraren Hjalmar Leijonmarck (1849–1926), Adelaide Emilie Charlotta Leijonmarck (1852–1854), presidenten Carl Leijonmarck (1855–1926) och Jenny Leijonmarck (1858–1933) som var gift med justitierådet Axel Thollander.